# Antonio Rutili Gentili
Antonio Rutili Gentili (Giano dell'Umbria, 1799 – Roma, 18 febbraio 1850) è stato un ingegnere, politico e sismologo italiano.

## Biografia
Nasce a Giano dell'Umbria. Ancora giovinetto, impara la matematica da autodidatta. Aderisce ai moti del 1831. Nel 1848, in seguito alla concessione da parte di Pio IX dello Statuto fondamentale pel Governo temporale degli Stati di Santa Chiesa, fu eletto al Consiglio dei Deputati per il distretto di Foligno.  Nel 1886 le sue ceneri vengono traslate da Roma a Foligno.

## Opere
- Idea sul migliore andamento di una strada ferrata dall'Adriatico al Mediterraneo, dell'ingegnere Antonio Rutili Gentili Fulignate membro della Giunta di Revisione del censo, s.l., s.n., 1846
- Proposta di un nuovo sistema di strade ferrate a propulsione idraulica dell'ingegnere Antonio Rutili Gentili, Fuligno, Tip. Tomassini, 1846
- Notizie dei terremoti di Fuligno e riflessioni sulle cause naturali dei medesimi, Fuligno, Tip. Tomassini, 1832.
- Nuove riflessioni sulle cause naturali dei terremoti di Fuligno, Fuligno, Tip. Tomassini, 1832.
- Principii di analisi censuale ossiano Vedute fondamentali sull'arte di rediger le stime pei pubblici censimenti ... di Antonio Rutili-Gentili ex membro della giunta di revisione del nuovo_estimo, Foligno, tip. Tomassini, 1839.
- Ricerche analitiche sull'intensità del lume e sulle ombre, Fuligno, Tip. Tomassini, 1831
- Analitiche sui poligoni regolari, Fuligno, Tip. Tomassini, 1831